# Apogon crassiceps
 Apogon crassiceps és una espècie de peix de la família dels apogònids i de l'ordre dels perciformes.

## Morfologia
Els mascles poden assolir els 2,9 cm de longitud total.

## Distribució geogràfica
Es troba als oceans Índic i Pacífic.